# Municipio de Ellsworth (condado de Emmet)
El municipio de Ellsworth (en inglés: Ellsworth Township) es un municipio ubicado en el condado de Emmet en el estado estadounidense de Iowa. En el año 2010 tenía una población de 190 habitantes y una densidad poblacional de 2,52 personas por km².

## Geografía
El municipio de Ellsworth se encuentra ubicado en las coordenadas 43°27′57″N 94°44′17″O / 43.46583, -94.73806. Según la Oficina del Censo de los Estados Unidos, el municipio tiene una superficie total de 75.37 km², de la cual 75,37 km² corresponden a tierra firme y (0 %) 0 km² es agua.

## Demografía
Según el censo de 2010, había 190 personas residiendo en el municipio de Ellsworth. La densidad de población era de 2,52 hab./km². De los 190 habitantes, el municipio de Ellsworth estaba compuesto por el 98,95 % blancos, el 0,53 % eran asiáticos y el 0,53 % eran de una mezcla de razas. Del total de la población el 0 % eran hispanos o latinos de cualquier raza.